# Spāre (stacja kolejowa)
Spāre (ros. Спаре) – stacja kolejowa w miejscowości Spāre, w gminie Talsi, na Łotwie. Położona jest na linii Windawa - Tukums.